# حقیقت تلخه (ترانه)
«حقیقت تلخه» (به انگلیسی: Truth Hurts) ترانه‌ای از خواننده و رپر اهل ایالات متحده آمریکا لیزو است. این ترانه در ابتدا در ۱۹ سپتامبر ۲۰۱۷ توسط نایس لایف و آتلانتیک رکوردز منتشر شده بود، اما در سال ۲۰۱۹ به عنوان تک آهنگ رادیویی دوباره منتشر شد.
این ترانه اگرچه در زمان انتشار وارد جدول‌های فروش نشد، اما بعداً در سال ۲۰۱۹ پس از کسب محبوبیت ویدئوی ویروسی و میم اینترنتی در برنامه اشتراک ویدیوی تیک‌تاک و استفاده در فیلم Someone Great نتفلیکس، به یکی از محبوب‌ترین ترانه‌ها تبدیل شد. این ترانه به رتبه اول ۱۰۰ آهنگ داغ بیلبورد ایالات متحده رسید و اولین تک‌آهنگ رتبه یک لیزو تبدیل شد